# Мойвана

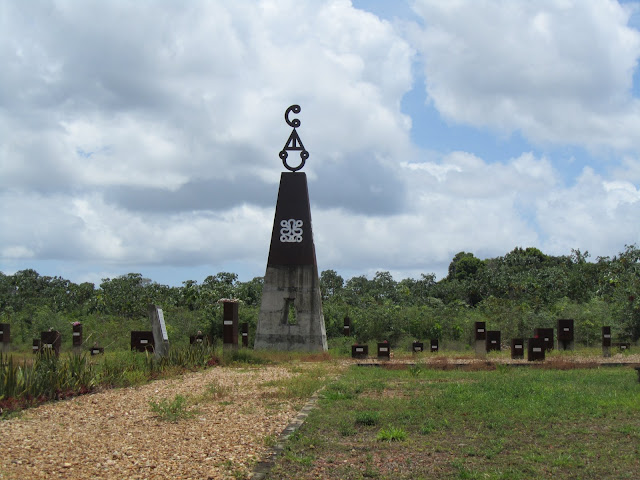
Памятник жителям Мойваны на месте захоронения

Мойвана (нидерл. Moiwana) — деревня на северо-востоке Суринама, находится в округе Маровейне. Население деревни составляет 200 человек. Основная масса населения относится к этнической группе маронов.

## История
29 ноября 1986 года Вооружённые силы Суринама заняли родную деревню лидера повстанцев Ронни Брюнсвийка — Мойвану, населенную маронами. Военные получили информацию, что Брюнсвийк находится в деревне. Не найдя Ронни Брюнсвийка и его боевиков военные начали пытать местных жителей, а потом расстреляли по разным данным от 39 до 50 человек, в том числе женщин и детей.
Так как солдаты не смогли найти Брюнсвийка, то они сожгли его дом и многие дома мирных жителей.
Резня в Мойване вызвала массовое бегство лесных негров (ок. 5000 человек) в соседнюю Французскую Гвиану, где они жили в лагерях для беженцев до начала 90-х и лишь потом вернулись на Родину.